# Église Saint-Pierre-ès-Liens de Gluges
L'église Saint-Pierre-ès-Liens de Gluges est située au hameau de Gluges, sur le territoire de la commune de Martel, dans le département du Lot, en France.

## Historique
Antoine Lascoux, seigneur de Mirandol, prétendait que l'église avait été construite par Gaillard de Mirandol à son retour de Terre sainte et l'avait dotée de nombreuses reliques. Pour faire valoir ses droits sur l'église, il avait fabriqué un faux, en 1469. Il a été débouté jusqu'au XVIIIe siècle par l'évêque de Cahors et le vicomte de Turenne ainsi que ses successeurs qui ont renouvelé leurs prétentions. Cela a donné l'occasion de procès entre les Faure de Mirandol et les vicomtes de Turenne, patrons de l'église, sur les litres funéraires dans l'église.
Gluges se trouve sur la route reliant Martel à Gramat par Brassac/Montvalent. La découverte du corps d'Amadour, à Rocamadour, en 1166, et l'achat de la vicomté de Brassac par le vicomte de Turenne, avant 1190, font de cette route un itinéraire de pèlerinage en plus d'une route commerciale.

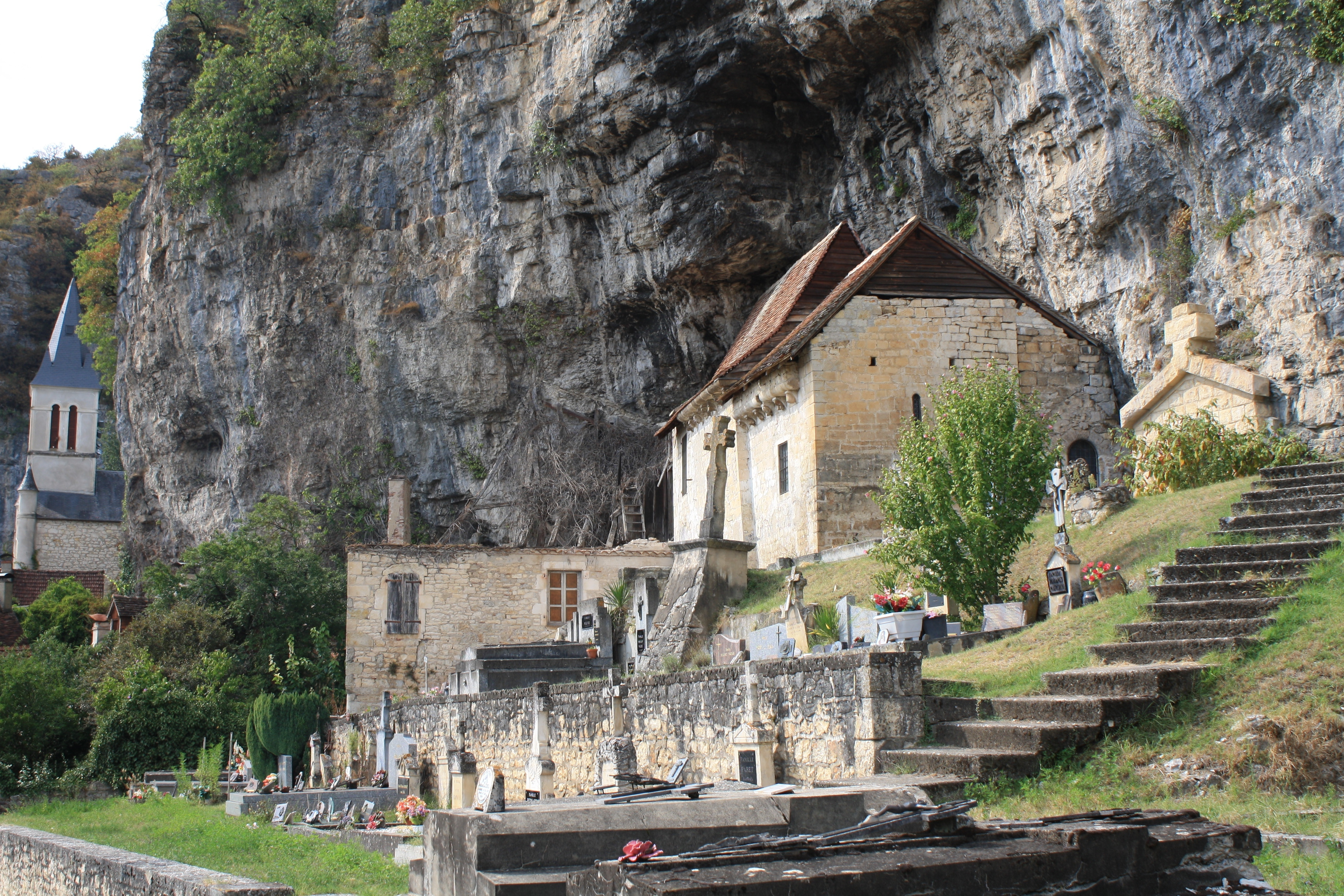
L'église sous roche et le cimetière

L'église a été construite devant un abri sous roche. Deux chapiteaux à entrelacs datés de la seconde moitié du XIe siècle pourraient être les vestiges d'une église antérieure.
Le décor sculpté des modillons situe la construction de l'église actuelle de la seconde moitié du XIIe siècle. L'église porte les traces d'interruptions dans la construction et d'anomalies.
La chapelle nord a dû être ajoutée à la fin du XIIe siècle ou au début du XIIIe siècle, puis agrandie d'une travée voûtée d'ogives au XIIIe siècle ou au XIVe siècle ou à la fin du XVe siècle.
L'église est vendue par le maire de Gluges à un particulier en l'an IV de la République. Elle est revendue à la commune en l'an XII. En contrebas se trouve le cimetière.
Deux grandes fenêtres ont été ajoutées à la façade sud à l'époque moderne. En 1841, l'église est jugée en mauvais état et trop petite. On prévoit alors d'en reconstruire une autre à un endroit différent. Cette nouvelle église a été construite entre 1854 et 1859. La travée orientale de l'ancienne église est alors transformée pour en faire une annexe du presbytère, en 1861. Le bâtiment est abandonné par le curé en 1928, puis occupé par plusieurs particuliers. La municipalité de Martel l'a acheté en 2000.
Des travaux de sauvegarde de l'église ont été menés en 2008.
L'édifice a été classé au titre des monuments historiques le 13 juin 1913.

## Description
Ce petit édifice roman se distingue essentiellement par ses 14 remarquables modillons romans du XIIe siècle. En effet la maçonnerie en pierre de taille et la qualité de la sculpture des modillons, très proche des grands tympans romans du Quercy, à commencer par celui de Carennac, interdisent toute datation avant le milieu du XIIe siècle
attestée par les dernières fouilles et investigations menées en 2007 par l'archéologue du bâti Valérie Rousset.
L’église se compose de deux corps de bâtiment accolés comportant une nef à deux travées au départ voûtée en berceau plein cintre, et un chœur carré fermé par un mur droit, plus étroit et plus bas, percé de petites fenêtres aux arcs taillés dans des linteaux monolithes. Dans la partie sud, à l’entrée de la nef, subsistent deux chapiteaux à entrelacs et palmettes caractéristiques de la seconde moitié du XIe siècle.
Cette église est singulière par sa taille très modeste et par sa situation, nichée au creux d'une anfractuosité de la falaise ; derrière la chapelle, la cavité est équipée d'un puits. Abandonnée dès la fin du XIXe siècle à cause de son état, une travée est alors annexée pour accueillir la cuisine du presbytère ; le reste de l'église se détériore jusqu'à sa fermeture pour des raisons de sécurité et une nouvelle église est construite au cœur du village. Le retable a alors été vandalisé au cours du XXe siècle et paraissait irrémédiablement perdu quand une photographie faite par Armand Viré, estimée de 1910, a été retrouvée dans les archives du Lot. Dès lors une restauration a été entreprise permettant par un jeu de trompe-l'œil de restituer l'original.
Les murs intérieurs et extérieurs de l'église portent encore les traces de nombreux décors peints qui se sont succédé : pigments ocre rouge sur les modillons et peinture noire dans le chœur datant sans doute du XIIe siècle, faux appareil, bandes et feuillages colorés de l'époque gothique dans la chapelle et la nef, et, surtout, plusieurs litres funéraires échelonnées du XVe au XVIIIe siècle, portant les armes des défunts seigneurs de Gluges, dont les Lasteyrie du Saillant et les Maynard-Lestrade.
| Le retable derrière l'autel est monochrome probablement couleur noyer, avec des sculptures en relief de part et d'autres. |
| Photo faite par Armand Viré, montrant le retable avant vandalisme                                                         |

| le même retable restauré avec des parties en trompe l’œil remplaçant les sculptures manquantes, peint et doré |
| Retable restauré en 2010.                                                                                     |

## Valorisation du patrimoine
L'association de sauvegarde des maisons et paysages de Martel a œuvré pour le remplacement de la couverture en tôle ondulée du chœur par une couverture traditionnelle en tuile plate ancienne.